# Јерихонске главе
У праисторијском Јерихону, данашњи Јордан, пронађене су скупине веома импресивних скулптура људских глава из времена између 7000. и 6000. године п. н. е. 
То су стварне људске лобање, којима је лице било реконструисано у обојеном гипсу са комадима морских шкољки уместо очију. Финоћа и прецизност моделовања, блага градација површина, осећање односа између костију и меса и сами по себи су велико достигнуће, без обзира на рани датум. Штавише, црте лица не приказују један исти тип — свака лобања има строго индивидуално обележје. Ту имамо једини пример крупне пластике који нам је познат између периода млађег палеолита и најстаријих споменика месопотамске уметности.
Иако веома тајанствене, ове главе јасно указују на месопотамску уметност. Оне су први наговештај портретне традиције која ће се наставити се до пада Римског царства. За разлику од палеолитске уметности, која се развила из перцепције случајних слика, јерихонске главе имају сврху, не да стварају живот, већ да га наставе после смрти, замењујући пролазно тело трајнијим материјалом.
Претпоставља се да су главе биле постављане на површину земље, док су тела сахрањивана испод кућног пода, а највероватније су припадале поштованим прецима. Јерихонске главе намећу помисао да је неолитски човек веровао у дух или душу, чије је седиште било у глави и која је могла да надживи тело и задржи моћ над судбином каснијих поколења, па га је требало умирити и држати под својом влашћу. Сачуване главе биле су клопке за духове, које су имале да их задрже у њиховом првобитном боравишту. Оне, тако, у видљивом облику осећање традиције, породичног или племенског континуитета, који раздвајају седелачки живот од луталачке егзистенције ловаца.